# John Kennedy (DJ)
John Kennedy (* 1. Juni 1965) ist ein britischer Radio-DJ, der in Deutschland vor allem durch seine wöchentliche Sendung Up From The Underground bei BFBS Radio Germany bekannt ist.

## Leben
John Kennedy arbeitete schon während seines Studiums an der Thames Valley University als Discjockey und veranstaltete gemeinsam mit einem Freund in London eine regelmäßige Clubnacht namens Plastic Factory. Daneben volontierte er beim lokalen Kabelsender Radio Thamesmead.
1991 lernte er auf dem Reading Festival Sammy Jacobs kennen, einen ehemaligen Betreiber von Piratensendern, der gerade eine Lizenz für den Betrieb der Radiostation XFM erhalten hatte. Kennedy wurde von Jacobs für dessen neuen Sender engagiert und ist heute der einzige Moderator im Team, der seit der Anfangszeit dabei ist.
In seiner Radioshow X-posure (montags bis donnerstags von 22 bis 1 Uhr) stellt John Kennedy vor allem neue Gruppen und Solokünstler aus dem Alternative- und Indie-Bereich vor. Das Spektrum der Stile reicht von Electronica bis zu Garagenrock. Viele zwischenzeitlich bekannt gewordene Bands wie Razorlight, Bloc Party oder The Polyphonic Spree wurden in seiner Sendung erstmals einer breiteren Öffentlichkeit vorgestellt. Im Nachruf auf den verstorbenen John Peel schrieb Steve Jelbert am 14. Oktober 2005 in der Londoner Times, John Kennedy sei das nächste musikalische Äquivalent zu Peel.
Ein- bis zweimal monatlich tritt Kennedy im Rahmen der Veranstaltungen X-posure live in London und Manchester vor Publikum auf. Für seine Live-Shows wurde er mit dem Time Out Live Award 2005/06 ausgezeichnet.

### Moderator bei BFBS
Seit dem 16. Mai 2004 moderiert John Kennedy bei BFBS die einmal wöchentlich ausgestrahlte Sendung Up From The Underground (in Deutschland auf BFBS Radio sonntags von 22 bis 0 Uhr). Das Konzept ähnelt dem von X-posure, mit dem Unterschied, dass hier auch an "Klassiker" aus dem Indie-Bereich erinnert wird. Dafür wurde die Rubrik Underground Legends eingerichtet.